# Tezaurul de la Peretu

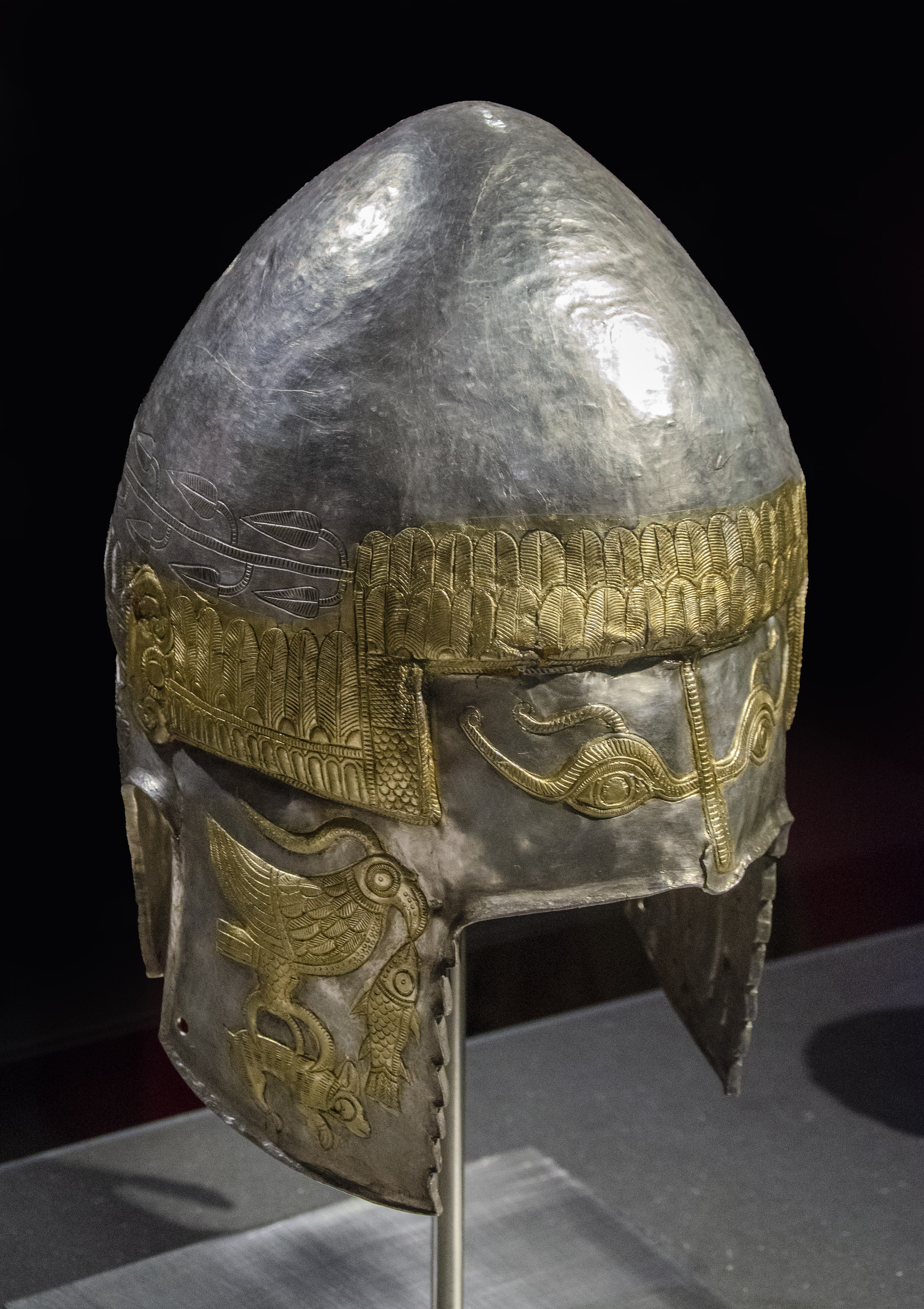
Coif de argint aurit descoperit lângă comuna Peretu

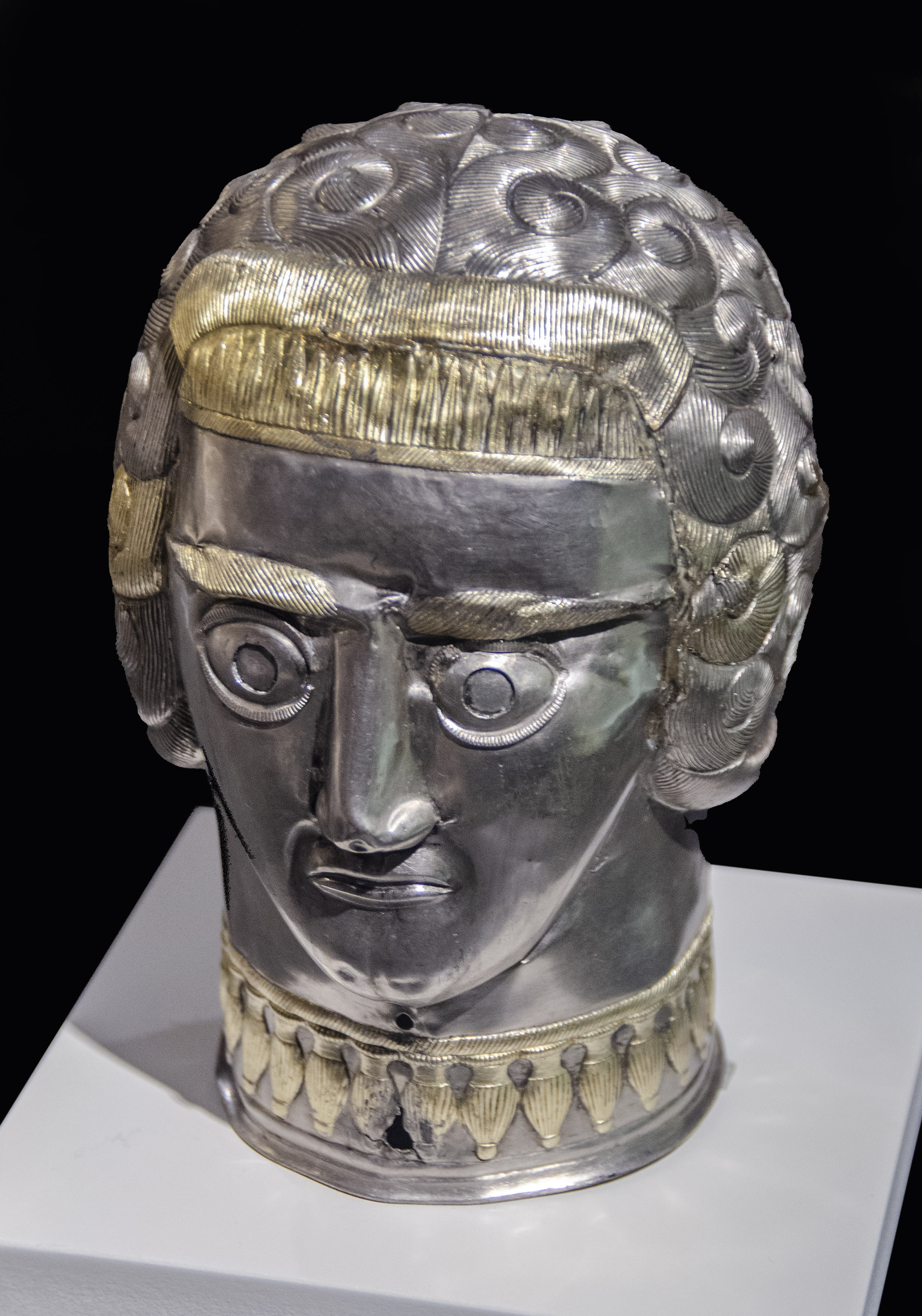
Cap din argint aurit descoperit la Peretu

Tezaurul de la Peretu este un tezaur arheologic descoperit în 1971 în localitatea Peretu, județul Teleorman, format din peste 50 piese, dintre care doar coiful are circa 750 de grame. O mare parte din piesele componente sunt expuse în prezent la Muzeul Național de Istorie.

## Istoric
În 1971, Alexandru Trână, din satul Peretu, descoperă în zona numită de săteni "La Izvoare" un mormânt traco-getic, vechi de aproximativ 2.500 de ani, catalogat ca aparținând unei civilizații precreștine.
În mormânt se afla un reprezentant al aristocrației locale. Mormântul avea două camere funerare: în prima se afla un schelet înconjurat de diverse obiecte din ceramică, cuțite din fier, vârfuri de săgeți, obiecte de argint aurit, vase de bronz. În cea de a doua cameră s-a descoperit că războinicul nu fusese înmormântat singur: se găseau scheletele a doi cai, doi câini de vânătoare, o vacă, pe lângă acestea se găsea și un car cu patru roți de fier. Per ansamblu mai mult de 50 de obiecte de argint placate cu aur, printre care și un coif de argint aurit de cca. 750 de grame.

## Coiful de argint aurit
Articol principal: Coiful de la Peretu
După studii asupra coifului (dar și asupra altor obiecte, cum ar fi coiful de la Porțile de Fier) s-a ajuns la ideea că înaintea acestei expediții dinastice dacii din zonă au reușit să găsească o formă de afișare emblematică a reprezentării, proprie dinastiei lor: o sinteza în general din 3 elemente ale zonei ce țin de peisajul vegetal sau faunistic. Reprezentarea emblematică este formată dintr-un vultur cu un penaj bogat și cu creastă, care ține în gheare un iepure, iar în cioc are un pește. Aceasta se găsește pe obrăzarul drept al coifului. Pe obrăzarul stâng se află reprezentat un cerb.

### Coifurile dinastice
- Vasile Boroneanț,  Noi discutii asupra coifurilor dinastice dacice, in Dacia Magazin. I, 2003, pagina 11.